# Мыс (Алёшинское сельское поселение)
Мыс — деревня в Кирилловском районе Вологодской области.
Входит в состав Алёшинского сельского поселения, с точки зрения административно-территориального деления — в Мигачевский сельсовет.
Расстояние до районного центра Кириллова по автодороге — 26 км, до центра муниципального образования Шиндалово по прямой — 8 км. Ближайшие населённые пункты — Звоз, Кабачино, Ивицы.
По переписи 2002 года население — 4 человека.